# Hades noctula
Hades noctula är en fjärilsart som beskrevs av John Obadiah Westwood 1851. Hades noctula ingår i släktet Hades och familjen Riodinidae. Inga underarter finns listade i Catalogue of Life.